# Kapitán (sport)

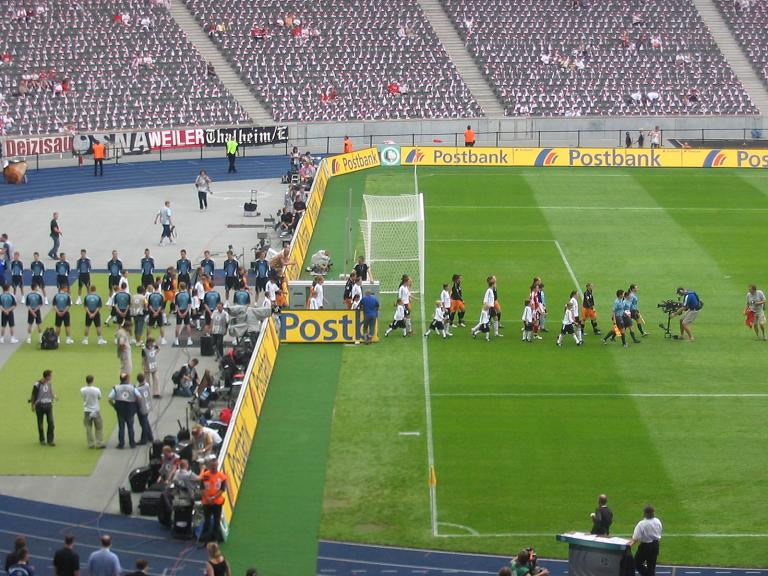
Kapitánky obou týmů vedou svá družstva na hrací plochu (finále německého fotbalového poháru žen 2007)

Kapitán je v mnoha kolektivních sportech člen družstva vybraný jako jeho představitel. Význam kapitána se v různých sportech liší – někdy se jedná o výlučně čestný titul, v jiných sportech je např. kapitán jediná osoba, která smí jednat s rozhodčími apod. V některých sportech (např. v tenise) se jako nehrající kapitán označuje osoba, která se samotného sportovního klání neúčastní a zastává spíše funkci trenéra. Ve vybíjené má pak kapitán týmu odlišnou herní úlohu od zbytku týmu.

## Fotbal
Ve fotbale je jako kapitán předem určen jeden z hráčů na hřišti. Po celou dobu utkání je označen páskou na levém rukávě. Kapitán zastupuje družstvo při komunikaci s rozhodčím a vede družstvo při nástupu na hrací plochu apod. Pokud je vystřídán, jednoho z hráčů na hřišti jmenuje svým zástupcem (a předá mu kapitánskou pásku).

## Lední hokej
V ledním hokeji je jako kapitán družstva před zápasem určen jeden z hráčů, který je po celou dobu zápasu označen na dresu velkým písmenem C (z anglického captain). Dále pak mohou být nejvýše dva hráči určeni jako zástupci kapitána a označeni na dresu písmenem A (z anglického alternate captain, tj. náhradní/alternující kapitán). Kapitán (nebo některý ze zástupců kapitána, pokud kapitán není v danou chvíli na ledě) zastupuje družstvo při komunikaci s rozhodčími, je jediným hráčem oprávněným na ledě diskutovat s rozhodčím o výkladu pravidel.